# Olympische Winterspiele 1972/Eiskunstlauf
Bei den XI. Olympischen Winterspielen 1972 in Sapporo fanden drei Wettbewerbe im Eiskunstlauf statt. Austragungsorte waren das Makomanai-Hallenstadion (Kür und Kurzprogramm) und die Mikaho-Sporthalle (Pflicht).

## Bilanz

### Medaillenspiegel
| Platz | Land               | Gold | Silber | Bronze | Gesamt |
| ----- | ------------------ | ---- | ------ | ------ | ------ |
| 1     | Sowjetunion        | 1    | 2      | –      | 3      |
| 2     | Österreich         | 1    | –      | –      | 1      |
| 2     | Tschechoslowakei   | 1    | –      | –      | 1      |
| 4     | Kanada             | –    | 1      | –      | 1      |
| 5     | DDR                | –    | –      | 1      | 1      |
| 5     | Frankreich         | –    | –      | 1      | 1      |
| 5     | Vereinigte Staaten | –    | –      | 1      | 1      |

### Medaillengewinner
| Konkurrenz | Gold                          | Silber                              | Bronze                       |
| ---------- | ----------------------------- | ----------------------------------- | ---------------------------- |
| Herren     | Ondrej Nepela                 | Sergei Tschetweruchin               | Patrick Péra                 |
| Damen      | Beatrix Schuba                | Karen Magnussen                     | Janet Lynn                   |
| Paare      | Irina Rodnina / Alexei Ulanow | Ljudmila Smirnowa / Andrei Suraikin | Manuela Groß / Uwe Kagelmann |

## Ergebnisse
- K = Kür
- KP = Kurzprogramm
- P = Pflicht
- Pz = Platzziffer
- Pkt. = Punkte

### Herren
| Platz | Land | Sportler              | P  | K  | Pz    | Pkt.   |
| ----- | ---- | --------------------- | -- | -- | ----- | ------ |
| 1     | TCH  | Ondrej Nepela         | 01 | 04 | 009,0 | 2739,1 |
| 2     | URS  | Sergei Tschetweruchin | 03 | 01 | 020,0 | 2672,4 |
| 3     | FRA  | Patrick Péra          | 02 | 08 | 028,0 | 2653,1 |
| 4     | USA  | Kenneth Shelley       | 05 | 03 | 043,0 | 2596,0 |
| 5     | USA  | John Misha Petkevich  | 06 | 02 | 047,0 | 2591,5 |
| 6     | GDR  | Jan Hoffmann          | 04 | 10 | 055,0 | 2567,6 |
| 7     | GBR  | Haig Oundjian         | 09 | 07 | 065,0 | 2538,8 |
| 8     | URS  | Wladimir Kowaljow     | 07 | 11 | 080,0 | 2521,6 |
| 9     | CAN  | Toller Cranston       | 12 | 05 | 080,5 | 2517,2 |
| 10    | GBR  | John Curry            | 08 | 12 | 085,0 | 2512,2 |
| 11    | USA  | Gordon McKellen       | 10 | 09 | 089,0 | 2511,0 |
| 12    | URS  | Juri Owtschinnikow    | 15 | 06 | 104,5 | 2477,7 |
| 13    | FRA  | Didier Gailhaguet     | 11 | 13 | 114,0 | 2440,9 |
| 14    | FRA  | Jacques Mrozek        | 13 | 14 | 126,0 | 2401,3 |
| 15    | AUT  | Günter Anderl         | 14 | 16 | 138,0 | 2313,6 |
| 16    | JPN  | Yutaka Higuchi        | 16 | 15 | 140,0 | 2309,7 |
| 17    | ROM  | Gheorghe Fazekas      | 17 | 17 | 153,0 | 2094,0 |

Datum: 11. Februar

### Damen
| Platz | Land | Sportlerin        | P  | K  | Pz  | Pkt.   |
| ----- | ---- | ----------------- | -- | -- | --- | ------ |
| 1     | AUT  | Beatrix Schuba    | 01 | 07 | 009 | 2751,5 |
| 2     | CAN  | Karen Magnussen   | 03 | 02 | 023 | 2673,2 |
| 3     | USA  | Janet Lynn        | 04 | 01 | 027 | 2663,1 |
| 4     | USA  | Julie Lynn Holmes | 02 | 08 | 039 | 2627,0 |
| 5     | HUN  | Zsuzsa Almássy    | 05 | 04 | 047 | 2592,4 |
| 6     | GDR  | Sonja Morgenstern | 08 | 03 | 053 | 2579,4 |
| 7     | ITA  | Rita Trapanese    | 06 | 06 | 055 | 2574,8 |
| 8     | GDR  | Christine Errath  | 11 | 05 | 078 | 2489,3 |
| 9     | SUI  | Charlotte Walter  | 07 | 13 | 086 | 2467,3 |
| 10    | JPN  | Kazumi Yamashita  | 10 | 10 | 093 | 2449,9 |
| 11    | GBR  | Jean Scott        | 09 | 11 | 101 | 2436,8 |
| 12    | USA  | Suna Murray       | 13 | 09 | 102 | 2426,2 |
| 13    | CAN  | Cathy Lee Irwin   | 12 | 12 | 116 | 2383,4 |
| 14    | FRG  | Isabel de Navarre | 16 | 14 | 128 | 2340,0 |
| 15    | SWE  | Anita Johansson   | 14 | 15 | 131 | 2349,3 |
| 16    | NED  | Dianne de Leeuw   | 15 | 16 | 143 | 2298,7 |
| 17    | AUT  | Sonja Balun       | 17 | 17 | 148 | 2260,6 |
| 18    | URS  | Marina Sanaja     | 19 | 18 | 160 | 2198,6 |
| 19    | KOR  | Chang Myung-su    | 18 | 19 | 171 | 2117,0 |

Datum: 7. Februar

### Paare
| Platz | Land | Paar                                  | KP | K  | Pz    | Pkt.  |
| ----- | ---- | ------------------------------------- | -- | -- | ----- | ----- |
| 1     | URS  | Irina Rodnina / Alexei Ulanow         | 01 | 01 | 012,0 | 420,4 |
| 2     | URS  | Ljudmila Smirnowa / Andrei Suraikin   | 02 | 02 | 015,0 | 419,4 |
| 3     | GDR  | Manuela Groß / Uwe Kagelmann          | 03 | 03 | 029,0 | 411,8 |
| 4     | USA  | JoJo Starbuck / Kenneth Shelley       | 04 | 04 | 035,0 | 406,8 |
| 5     | FRG  | Almut Lehmann / Herbert Wiesinger     | 05 | 06 | 052,0 | 399,8 |
| 6     | URS  | Irina Tschernjajewa / Wassili Blagow  | 06 | 05 | 052,0 | 399,1 |
| 7     | USA  | Melissa Militano / Mark Militano      | 08 | 07 | 065,5 | 393,0 |
| 8     | GDR  | Annette Kansy / Axel Salzmann         | 07 | 08 | 068,0 | 392,6 |
| 9     | CAN  | Sandra Bezic / Val Bezic              | 09 | 09 | 084,0 | 384,9 |
| 10    | FRG  | Corinna Halke / Eberhard Rausch       | 10 | 10 | 087,0 | 381,1 |
| 11    | POL  | Grażyna Kostrzewińska / Adam Brodecki | 11 | 11 | 095,5 | 377,8 |
| 12    | USA  | Barbara Brown / Doug Berndt           | 12 | 13 | 114,0 | 366,9 |
| 13    | FRA  | Florence Cahn / Jean-Roland Racle     | 13 | 12 | 116,0 | 364,5 |
| 14    | GBR  | Linda Connolly / Colin Taylforth      | 14 | 14 | 126,0 | 360,6 |
| 15    | CAN  | Mary Petrie / John Hubbell            | 15 | 15 | 129,0 | 358,5 |
| 16    | JPN  | Kotoe Nagasawa / Hiroshi Nagakubo     | 16 | 16 | 144,0 | 345,5 |

Datum: 8. Februar